# Wonder Boy (datorspel)
Wonder Boy (ワンダーボーイ Wandā Bōi?) är ett plattformsspel utvecklat av Escape, och ursprungligen utgivet av Sega 1986. Spelet porterades senare till SG-1000, Sega Mark III-Sega Master System och Sega Game Gear, samt till ZX Spectrum, Commodore 64 och Amstrad CPC av Activision. Sega Mark III-versionen i Japan heter Super Wonder Boy (スーパーワンダーボーイ Sūpā Wandā Bōi?) och i Nordamerika heter Sega Game Gear-versionen Revenge of Drancon.

## Handling
Tom-Toms flickvän Tanya har blivit kidnappad, och Tom-Tom skall rädda henne.

### Fotnoter
1. ↑  ”Wonder Boy” (på engelska). Gamefaqs. 11 mars 1986. http://www.gamefaqs.com/arcade/564068-wonder-boy/data. Läst 14 maj 2015.
2. ↑  ”Wonder Boy” (på engelska). Mobygames. 11 mars 1986. http://www.mobygames.com/game/wonder-boy. Läst 14 maj 2015.